# Pandora FMS

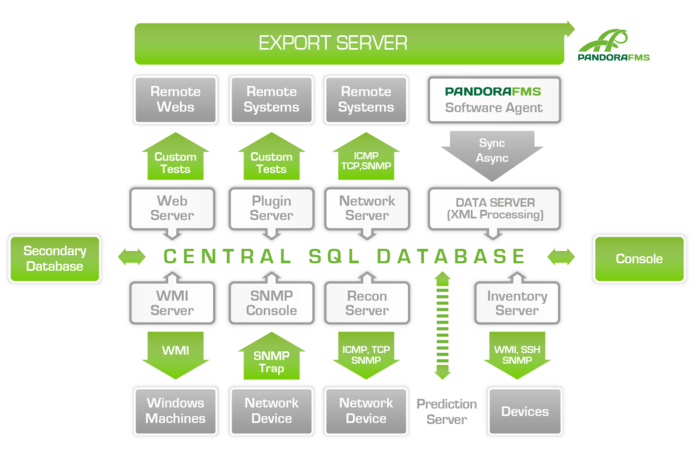
Pandora Architecture

Pandora FMS — система моніторингу, призначеної для відстеження продуктивності і проблем з роботою сервісів у великих мережах. Підтримується як віддалений моніторинг з використанням SNMP, мережевих запитів і WMI-перевірок, так і збір інформації через локально встановлювані агенти, які доступні для Linux, BSD-систем, комерційних Unix і Windows. Система має досить непогану продуктивність і масштабованість — один сервер моніторингу здатний контролювати роботу кількох тисяч хостів.
З особливостей Pandora FMS можна відзначити: гнучкі засоби організації доступу до вебінтерфейсу (окремим користувачам можна делегувати доступ для відстеження роботи окремих хостів), наочні графічні звіти для контролю динаміки зміни параметрів, підтримка WMI (Windows Management Instrumentation), облік показників ефективності (KPI) за метрикам SLA і ITIL, можливість прив'язки до GIS, наявність засобів для управління інвентаризацією, гнучкі засоби компонування зведених сторінок з оглядом стану.
Система підтримує аналіз трафіку в режимі реального часу з використанням протоколу Netflow, присутні засоби для виявлення аномалій і проблем, і для формування звітів за IP-адресами і протоколами.
Система написана мовою Perl і поширюється під ліцензією GPLv2.